# Legge 25 giugno 1865, n. 2359
La legge 25 giugno 1865, n. 2359 era una legge del Regno d'Italia. È stata abrogata dal Decreto del Presidente della Repubblica 8 giugno 2001, n. 327.

## Contenuti

### L'espropriazione per pubblica utilità
Essa regolava la dichiarazione di pubblica utilità, individuando i soggetti interessati all'espropriazione nonché l'oggetto dell'espropriazione stessa. Definiva, inoltre, le procedure e i criteri di determinazione dell'indennità. Oggetto di espropriazione può essere qualsiasi bene, immobile o mobile, materiale o immateriale, che risulti indispensabile alla realizzazione dell'opera di pubblica utilità. 
La procedura individua due momenti significativi ai fini della determinazione dell'indennità: il momento della dichiarazione di pubblica utilità e il momento dell'esproprio.
Per quanto riguarda le indennità, la legge prevede i seguenti casi:
- L'espropriazione totale;
- L'espropriazione parziale;
- L'occupazione temporanea;
- L'imposizione di servitù permanente.

### Il "Piano Regolatore"
La norma introdusse l'istituto del "piano regolatore", un documento di programmazione edilizia dei comuni italiani, non di redazione obbligatoria. Esso era composto di due parti:
- un piano regolatore edilizio, il cui ambito d'intervento era il perimetro della città esistente;
- un piano d'ampliamento, il cui ambito era il circondario esterno.

Le caratteristiche principali erano:
- essere uno strumento che si può realizzare solo per i comuni con popolazione superiore alle 10.000 unità. Tali comuni devono fare apposita e motivata richiesta;
- ha validità solo per il territorio comunale urbano e non nelle zone rurali;
- essere direttamente attuativo, non ha bisogno di un ulteriore livello di attuazione;
- avere durata limitata nel tempo di 25 anni;
- la sua entrata in vigore aveva dichiarazione di pubblica utilità;
- avere veste di tipo iconico, dettaglio fino alla scala architettonica, con la sua morfologia architettonica.